# أنور برويز
أنور برويز (بالإنجليزية: Anwar Pervez)‏‏ (15 مارس 1935 - ) رائد أعمال من المملكة المتحدة.

## الجوائز
- نيشان الامبراطورية البريطانية من رتبة ضابط